# داميان فلوري
داميان فلوري (بالفرنسية: Damien Fleury )‏ (و. 1986  م) هو لاعب هوكي الجليد فرنسي، ولد في كاين، مركز لعبه هو جناح ‏.

## روابط خارجية
- داميان فلوري على موقع EliteProspects.com (الإنجليزية)
- داميان فلوري على موقع Eurohockey.com (الإنجليزية)
- داميان فلوري على موقع HockeyDB.com (الإنجليزية)